# Muhlenbergia aguascalientensis
Muhlenbergia aguascalientensis là một loài thực vật có hoa trong họ Hòa thảo. Loài này được Y.Herrera & De la Cerda mô tả khoa học đầu tiên năm 1995.